# Raorchestes resplendens
Raorchestes resplendens är en art i familjen trädgrodor som förekommer i sydvästra Indien.
Exemplar av arten hittades endast i Eravikulam nationalpark vid 2700 meter över havet. Utbredningsområdet uppskattas vara 3 km² stort. Trots undersökningar av liknande landskap i samma region upptäcktes inga andra populationer. Fyndplatsen är en fuktig skog där klipporna är täckta av mossa och där bambu bildar den täta undervegetationen. Temperaturen varierar under årets lopp mellan 30°C och -3°C.
Honan lägger cirka 24 ägg per tillfälle som göms under mossa. Antagligen kan honan lägga ägg vid flera tillfällen under samma år. Troligtvis sker parningen med olika hannar.
På grund av att utbredningsområdet är en nationalpark finns inga allvarliga hot mot beståndet. Svampsjukdomar som drabbar andra groddjur hittades inte. Hela populationen uppskattas vara 300 vuxna individer och den minskar. IUCN listar Raorchestes resplendens därför som akut hotad (CR).